# Titularbistum Antipyrgos
Antipyrgos (ital.: Antipirgo) ist ein Titularbistum der römisch-katholischen Kirche. 
Es geht zurück auf ein untergegangenes Bistum der antiken Stadt Paraitonion (heute Tobruk in Libyen), die in der römischen Provinz Creta et Cyrene bzw. in der Spätantike Libya inferior lag. Der Bischofssitz war der Kirchenprovinz Darnis zugeordnet.
| Titularbischöfe von Antipyrgos |                                 |                                                         |                  |                   |
| Nr.                            | Name                            | Amt                                                     | von              | bis               |
| 1                              | Luigi Ermenegildo Ricci OFM     | Apostolischer Vikar von Nordwest-Hubei (Republik China) | 21. Februar 1922 | 23. November 1931 |
| 2                              | John Chang Pi-te                | Apostolischer Vikar von Chaohsien (Republik China)      | 11. Januar 1932  | 11. April 1946    |
| 3                              | Riccardo Ramos de Castro Vilela | emeritierter Bischof von Nazaré (Brasilien)             | 16. August 1946  | 8. August 1958    |
| 4                              | Wilhelm Tuschen                 | Weihbischof in Paderborn (Deutschland)                  | 21. August 1958  | 21. Juni 1961     |
| 5                              | Myles McKeon                    | Weihbischof in Perth (Australien)                       | 23. Mai 1962     | 6. März 1969      |